# Mercedes-Benz Classe A (Type 168)
La Mercedes-Benz Classe A Type 168 est une berline compacte du constructeur automobile allemand Mercedes-Benz. Elle a été produite de 1997 à 2004 et fut restylée au printemps 2001. Durant cette période, Mercedes-Benz créa également la version longue (V168) avec 17 cm de plus. Elles sont remplacées en 2004 par la Type 169. La 168 est la première génération de la Classe A.
Ce fut le second modèle à transmission avant (traction) de Mercedes-Benz à être commercialisé, (après le Vito et Classe V (Type 638) en 1996). Équipée d'un moteur transversal très avancé et très incliné (59° pour les essence et 56° pour les diesel) avec une caisse à double plancher pour absorber les gros chocs, sa suspension avait été durcie et munie d'un contrôle électronique de trajectoire pour pallier son manque de stabilité (roulis) lors de virages brutaux. Elle sera commercialisée à plus d'un million d'exemplaires.

## Historique

### Concepts cars avangardiste

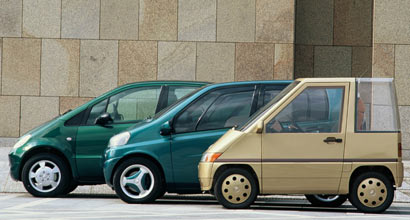
De gauche à droite : W168, Studie-A et NAFA.

En 1986, Mercedes-Benz effectue une première approche de développement pour les petits véhicules : la NAFA, abréviation de Nahverkehrsfahrzeug, littéralement en français : Véhicule de transport de proximité, un concept car de voiturette.
Après l'invention de l'emplacement du moteur transversal avant, dit en sandwich, la construction du concept Vision A 93 a été rendue possible. En septembre 1993, il est présenté au salon de l'automobile de Francfort. 80 % des visiteurs interrogés donnèrent des résultats positifs. En 1994, après quelques modifications mineur, le concept-car est renommé Studie-A et est présenté salon de l'automobile de Genève. Pour le magazine américain Motor Week, c'était « le meilleur concept car de 1994 ». Avec tous les résultats positifs, une production de masse commence à être planifiée.
En parallèle, lors du salon « Family Car » de 1994 à Pékin, Mercedes-Benz lance le concept-car FCC (Family Car China), un concept de voiture compacte spécialement développé pour le marché chinois. Celui-ci reste très semblable au Studie-A,.

### Conception

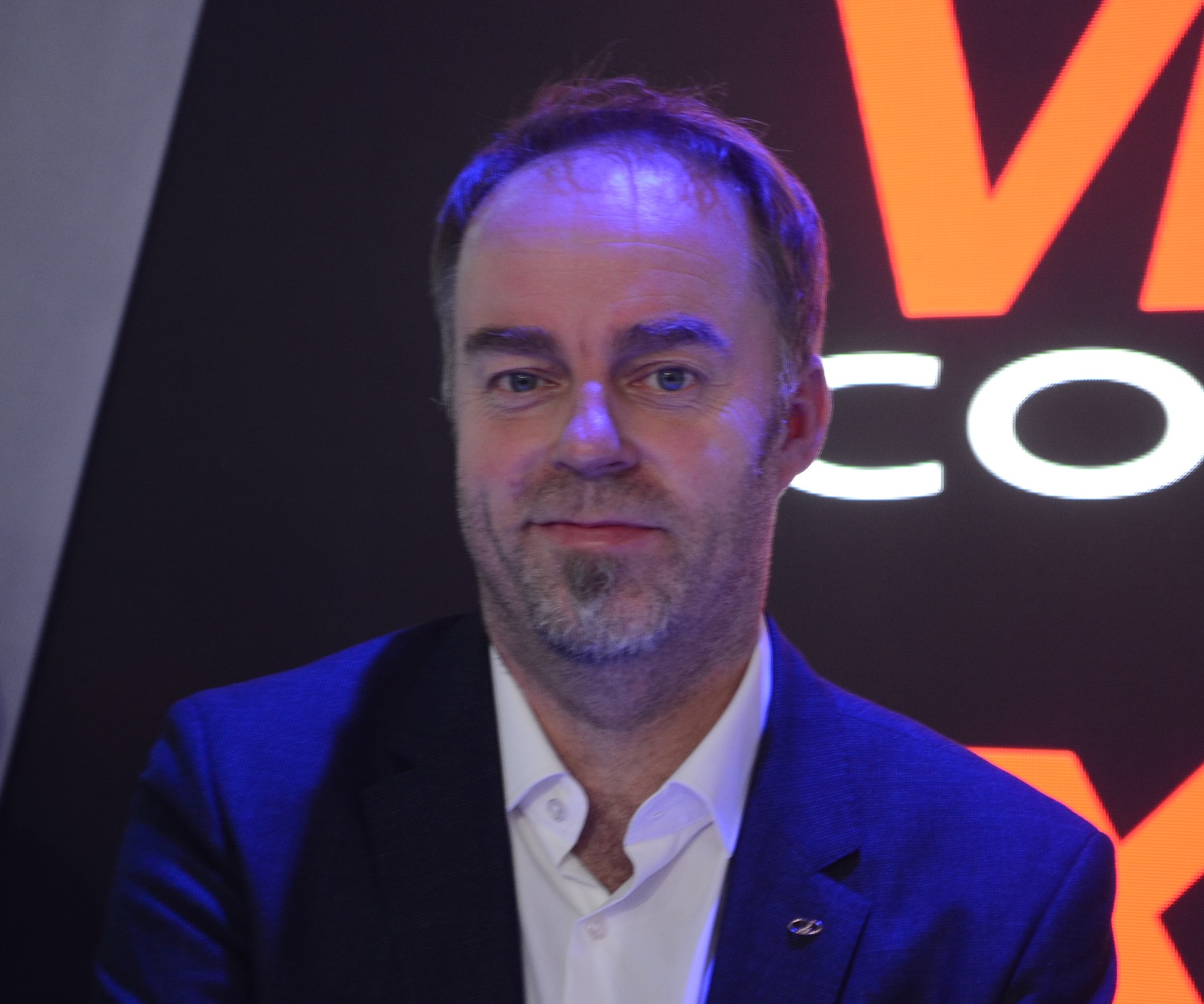
Steve Mattin en 2014.

La création de la Classe A Type 168 est à l'initiative de Helmut Werner, PDG de Mercedes-Benz AG de 1993 à 1997. Il considérait que « le futur de son entreprise passait par une diversification drastrique ». Il fit installer également une usine aux États-Unis pour produire un véhicule tout-terrain (Classe ML Type 163), ainsi que la création de la marque Smart, l'intégration de la filiale AMG et le raprochement avec McLaren. En janvier 1997, il quitte Daimler-Benz après avoir perdu une lutte de pouvoir interne contre le nouveau PDG, Jürgen Schrempp.
Le designer Steve Mattin fût assigner pour dessiner les traits extérieurs de la Classe A Type 168, avec l'aide de Bruno Sacco. Chez Mercedes-Benz depuis 1987, il effectuera le design de plusieurs modèles de la marque notamment à partir de l'an 2000, tel que la Classe SLK Type 171 ou le ML Type 164. Il quitte Mercedes-Benz en 2004 pour rejoindre Volvo,.

### Présentation et lancement
Alors que la Classe SLK Type 170, présentée début 1996, était le modèle de le plus court chez Mercedes-Benz avec ses 4,01 m, la nouvelle citadine la détrone rapidement avec ses 3,57 m, soit une différence de 43,5 cm. La première opération de compagne de publicité pour la Classe A Type 168 a débuté en octobre 1996 dans le métro parisien, pendant le Mondial de l'automobile.

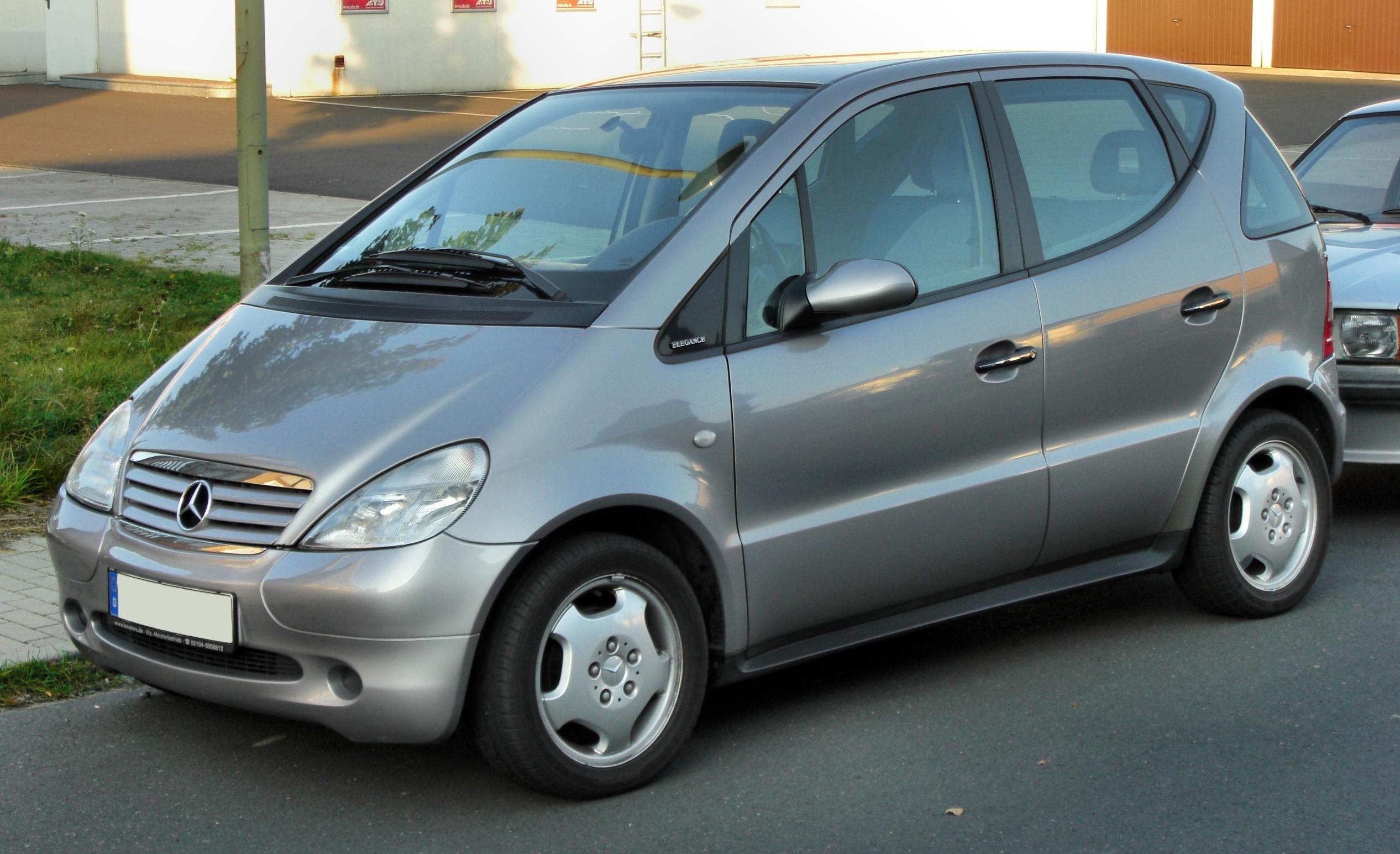
Une Mercedes-Benz A 160.

Sa présentation officielle a été faite au salon international de Genève, cinq mois plus tard, en mars 1997. Deux modèles avec motorisation essence ont été présentés : la A 140 et la A 160. Comme pour les autres modèles de la marque, leurs dénominations correspondent à la cylindrée du moteur, soit 1,4 L et 1,6 L. La commercialisation de la Type 168 a été faite six mois plus tard en octobre 1997 chez les concessionnaires.
Le nouveau modèle a également été présenté à la A-Motion Tour, un événement de marketing présenté au public entre mars et octobre 1997 dans vingt villes européennes. En mai 1997, une structure futuriste en forme de cube de 18 x 18 x 18 mètres a été érigé sur l'Opernplatz de Francfort-sur-le-Main. Ce cube au design unique sert de scène, de centre de communication et d'espace de présentation. Mercedes-Benz y présente la Classe A avec cinq modèles,.
Durant ces quelques mois de présentation, environ 375 000 demandes de renseignement et plus de 75 000 acheteurs potentiels se manifestèrent. Cette nouvelle voiture monovolume fut le produit de recherches poussées en matière de tendances et de sécurités ; elle est à la fois différente et controversée chez la clientèle habituée de la marque.

### Polémique via le test de l'élan
Rapidement, à la suite de la présentation faite en mars 1997, des exemplaires sont mis à disposition de journalistes spécialisés pour des essais censés les séduirent. Le 21 octobre 1997, des journalistes suédois de la presse automobile Teknikens Värld mettent à l'épreuve le comportement dynamique d'une A 160 par le moose test : rouler en slalom avec cinq personnes à bord et 75 kg de bagages dans le coffre. Ce test de tenue de route impose des contorsions extrèmes à la voiture. Ils effectuent le test sur une ancienne piste d'aérodrome de Stockholm-Bromma. Les résultats furent catastrophiques : la voiture d'essai, roulant seulement à 60 km/h, est déséquilibrée et part en tonneaux après le second slalom,,,. Par la suite, d'autres tests sont réalisés et filmés par d'autres journalistes européens tel que les magazines allemands Auto Bild et Stern,,.
Mercedes-Benz réfute dans un premier temps toute faute ou mauvaise conception, allant jusqu'à mettre en cause le manufacturier des pneumatiques Goodyear. Le 4 novembre 1997, une autre Classe A se renverse lors d'essais secrets menés par la marque. Un photographe prend des photos à distance et les images sont diffusées dans le monde entier. Le 11 novembre, Mercedes-Benz se voit accepter la critique et arrête la commercialisation de la voiture. Après avoir effectuer plusieurs tests, modification de tenue de route, et installer l'ESP (correcteur électronique de trajectoire) sur le modèle, ceux-ci sont concluants,. Cette technologie est installée de série depuis 1995, uniquement sur la Classe S Type 140.
Le 26 février 1998, après plusieurs mois consacrés pour remédier au problème, la marque allemande relance la commercialisation de la Type 168. La voiture se vois alors doté de plusieurs équipements de série, avec le dispositif de sécurité ESP, un nouveau réglage de suspension abaissé de 25 mm et des pneumatiques plus performants, au détriment toutefois de la qualité de conduite,,. Les 17 000 exemplaires déjà produits fûrent également équipés de ces nouveu systèmes. Parmi elles, environ 2 600 livrées aux clients, fûrent également rappelées. Le coût total des travaux de réparation fut estimé à 300 millions de marks allemands, une somme considérable, même comparée aux 2,5 milliards de marks allemands annoncés pour le développement de ce nouveau modèle.

### Nouvelles motorisations et restylage
En août 1998, Mercedes-Benz lance les versions diesel A 160 CDI et A 170 CDI. Ces nouvelles motorisations sont équipés du bloc OM 668, munie de l'injection directe, vouée à ce généraliser dans les autres modèles de la marque allemande. Lancée dans la C 220 CDI (Type 202) en janvier 1998, elle permet d'assurer une pression de 1 350 bars avant la distribution aux quatre injecteurs. Cette technologie, à l'époque peu répandue, avait pour effet une meilleure combustion et gestion moteur afin d'assurer des consommations inférieures. Mercedes-Benz propose également une version commerciale A 170 CDI de deux places avants, avec un PTAC de 3,5 t et à TVA récupérable pour seduire les entreprises. Le bloc moteur OM 668 avec injection direct à également été installé dans le Vaneo.
En juin 1999, une nouvelle version essence est présentée : la A 190. Tout comme les A 160 et A 170, elle dispose du moteur M 166, cependant celui-ci est amélioré afin d'atteindre les 125 ch. La A 190 sort avec les finitions Elégance ou Avantgarde et de nombreuses options sont proposées. En septembre 1999, elle peut être disponible en version quatre places au lieu de cinq, en recevant gratuitement deux sièges arrières séparés en remplacement de la banquette modulable.
En septembre 2000, de légères modifications esthétiques auront lieu sur tout les modèles de la Type 168 puis en avril 2001, la Phase II est lancée et permet un restylage plus poussé. Les optiques arrière ainsi que la calandre sont redessinés, des joncs en plastique/baguettes sont ajoutées aux pare-chocs ainsi que sur les portières, le coffre s'ouvre avec une poignée en remplacement d'un bouton poussoir sur la Phase I et l'insonorisation a été améliorée.
En mars 2001, la version Family sort d'usine. La partie arrière pour les passagers est agrandie afin de laisser plus de place pour les jambes. Elle mesure 3,61 m, soit 4 cm de plus que le modèle précédent et est produite d'avril 2001 à septembre 2004. 
En 2002, Mercedes-Benz lance version musclée accessible à tous : la A 210 Evolution. Elle recoit le même moteur essence que ses semblables mais la cylindrée est augmentée à 2,1 L, lui donnant une puissance de 140 ch. Pour une meilleure tenue de route, l'assiette est abaissée de 3 cm. Une version plus spécifique sort également d'usine : la A 21 AMG, qui est une A 210 Evo possédant un kit carrosserie AMG. Le moteur reste le même avec la même puissance.

### Arrêt et succession
En août 2004, la production est arrêtée et la commercialisation des derniers exemplaires ce termine durant les mois qui suivent, laissant place à la Classe A Type 169. Les volumes de ventes de cette première génération n'ont pas été suffisante à la rentabiliser : les pertes de Mercedes-Benz sont estimées à 1 440 € pour chaque Classe A Type 168 écoulée.

## Les différentes versions
|                     | Carrosseries   | 1997                             | 1998                 | 1999                        | 2000                                   | 2001                    | 2002                    | 2003                    | 2004                    |
| Phase 1             | Phase 1        | Phase 1                          | Phase 1              | Phase 2                     | Phase 2                                | Phase 2                 | Phase 2                 |                         |                         |
| Classe A (Type 168) | Berline (W168) | A 140 (W168.031)                 | A 140 (W168.031)     | A 140 (W168.031)            | A 140 (W168.031)                       | A 140 (W168.031)        | A 140 (W168.031)        | A 140 (W168.031)        | A 140 (W168.031)        |
| Classe A (Type 168) | Berline (W168) | A 160 (W168.033)                 |                      |                             |                                        |                         |                         |                         |                         |
| Classe A (Type 168) | Berline (W168) |                                  | A 160 CDI (W168.006) | A 160 CDI (W168.006)        | A 160 CDI (W168.006)                   | A 160 CDI (W168.007)    | A 160 CDI (W168.007)    | A 160 CDI (W168.007)    | A 160 CDI (W168.007)    |
| Classe A (Type 168) | Berline (W168) |                                  | A 170 CDI (W168.008) | A 170 CDI (W168.008)        | A 170 CDI (W168.008)                   | A 170 CDI (W168.009)    | A 170 CDI (W168.009)    | A 170 CDI (W168.009)    | A 170 CDI (W168.009)    |
| Classe A (Type 168) | Berline (W168) | A 170 CDI commerciale (W168.00?) |                      |                             |                                        |                         |                         |                         |                         |
| Classe A (Type 168) | Berline (W168) |                                  | A 190 (W168.032)     |                             |                                        |                         |                         |                         |                         |
| Classe A (Type 168) | Berline (W168) |                                  |                      |                             | A 210 Evo / A 21 AMG (W168.035)        |                         |                         |                         |                         |
| Classe A (Type 168) | Family (V168)  |                                  |                      |                             |                                        | A 140 Family (V168.131) | A 140 Family (V168.131) | A 140 Family (V168.131) | A 140 Family (V168.131) |
| Classe A (Type 168) | Family (V168)  |                                  |                      | A 160 Family (V168.133)     |                                        |                         |                         |                         |                         |
| Classe A (Type 168) | Family (V168)  |                                  |                      | A 170 CDI Family (V168.109) |                                        |                         |                         |                         |                         |
| Classe A (Type 168) | Family (V168)  |                                  |                      | A 190 Family (V168.132)     |                                        |                         |                         |                         |                         |
| Classe A (Type 168) | Family (V168)  |                                  |                      |                             | A 210 Evo / A 21 AMG Family (V168.135) |                         |                         |                         |                         |

Légende : Essence ; Diesel.

### Modèles de base et descriptions
Plusieurs versions de la Classe A Type 168 sont proposées. Elles se distinguent de leurs carrosseries (standard ou Family), leurs finitions (Classic, Élégance ou Avantgarde) ainsi que de leurs motorisations qui sont au nombres de six (pour les essence : 140, 160, 190, 210 / pour les diesel : 160 CDI et 170 CDI). S'ajoute également différents packs pour l'habitacle (Evolution ou Luxe).
Grâce à sa compacité, elle permet le transport aisé de quatre personnes adultes avec leurs bagages ou une famille et leurs enfants. Elle permet également une manœuvrabilité simple en ville pour la conduite mais également pour le stationnement. Pour atteindre ces ojectifs, les concepteurs de chez Mercedes-Benz ont placé le reservoir de carburant, la batterie et une partie de la mécanique sous le planché. L'ensemble moteur/boîte est installé de façon incliné et conçu pour, en cas de choc frontal, glisser sous le plancher sans pénétrer dans l'habitacle. Le choix de la transmission avant (traction) est également choisie pour éliminer le tunnel de transition, comme pour les véhicules propulsions. Ainsi, les occupants sont assis plus haut et permet un gain de place.

### VersionFamily

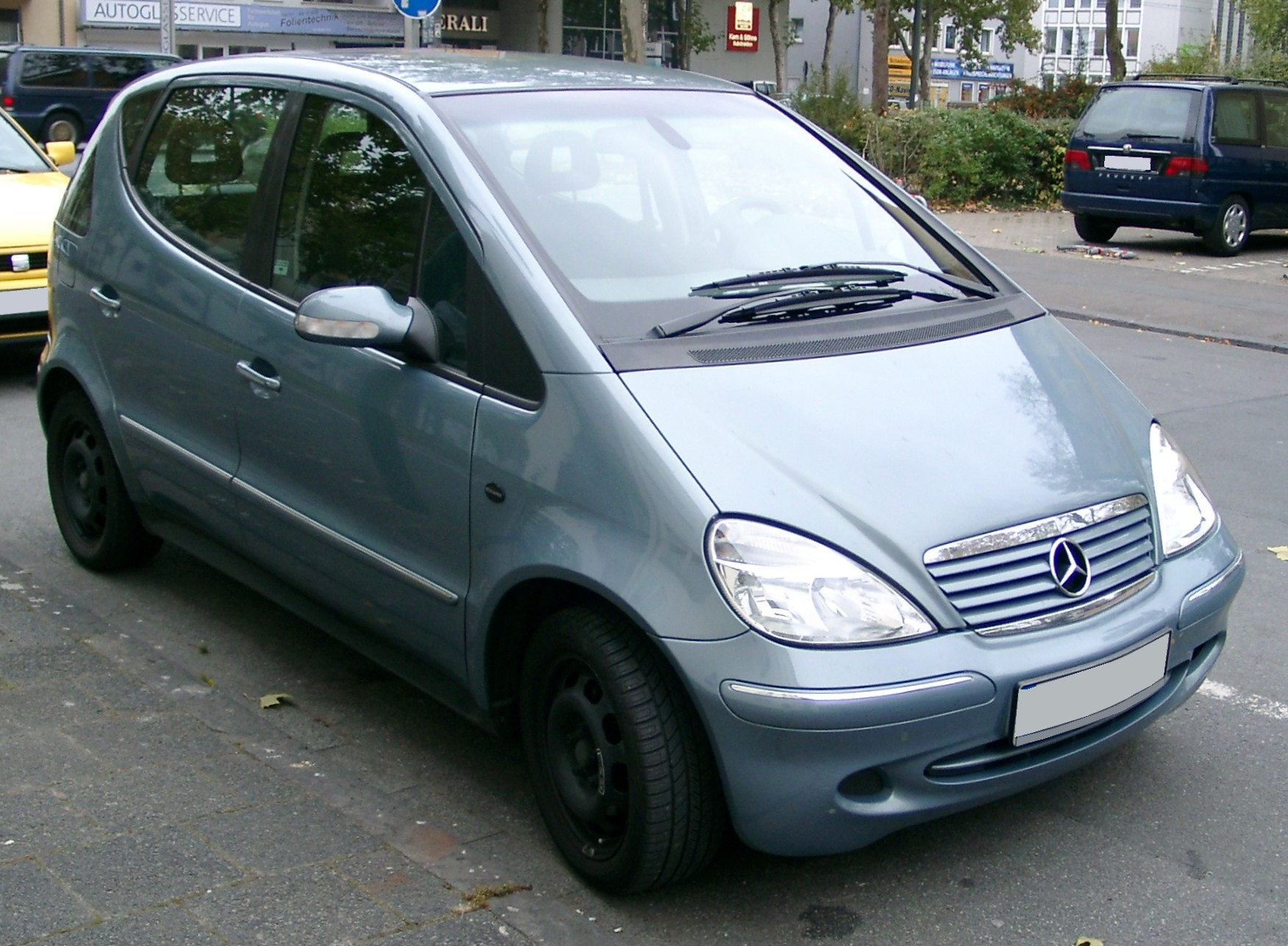
Une A 170 CDI Family.

En avril 2001, la marque allemande présente la Family (nom interne V168), une version rallongée de la Classe A.
Celle-ci dispose d'un châssis légèrement rallongé de 17 cm pour atteindre une longueur totale de 3,776 m. Les dimensions des portes arrière sont plus larges, ainsi que le châssis allongé profitent aux occupants des places arrières. La capacité initiale du coffre ne change pas mais, par le biais de sièges arrière coulissants sur 11 cm, le volume du compartiment à bagages peut être augmenter artificiellement. Avec les sièges arrières rabattues, la  Family dispose d'un volume total de 1 530 l, soit un gain de 11 % par rapport à la Classe A standard. Le siège avant passager peut également être retiré sur les finitions Elegance et Avantgarde, afin d'obtenir un volume de 1 930 l et une longueur utile de plancher de 2,27 m.
Pour le poste de conduite, la planche de bord et la console centrale sont redessinées et des matériaux plus noble que le plastique sont utilisés. Les finitions Elegance et Avantgarde se distinguent par la présence d'inserts bois ou d'aluminium. L'ESP et le système d'aide au freinage d'urgence (BAS), y sont intégré de série. Plusieurs options sont proposées tel que les airbags de tête, le détecteur de pluie pour piloter les essuie-glace, le lave-glace chauffant et le rétroviseur intérieur jour-nuit automatique.
Extérieurement, la Family bénéficie des dernières évolutions de la Classe A Type 168 avec des boucliers avant et arrière modifiés, des baguettes de protection latérale en série et des optiques plus lisse.
Du côté des motorisations, la Family, faisant partie de la Phase II de la Type 168, suis avec les mêmes modifications que la version standard. Pour les motorisation diesel, la Family dispose uniquement de moteur le plus puissant, la A 170 CDI, qui gagne 5 ch passant de 90 à 95 ch. La A 160 CDI n'y est pas intégré. Les quatre motorisations essence sont optées sur cette nouvelle version. L'augmentation de l'empattement procure également des sensations de conduite différentes avec un comportement routier plus précis et un confort en, léger, progrès.
Elle est commercialisée peu après la fin de la production du modèle, soit mi-2004,.

### Version commerciale
La Classe A Type 168 a été disponible en version fourgonnette fermée, notamment pour les artisans et commerciaux, à partir d'août 1998. Proposé uniquement avec la motorisation diesel de 1,7 L, cette A 170 CDI commerciale dispose de deux places à l'avant, avec un PTAC de 3,5 t et à TVA récupérable pour seduire les entreprises.

### Les versions spécifiques

#### A 21 AMG/A 210Evolution
En 2001, Mercedes-Benz a pour projet, de créer un modèle AMG aux côtés de la série 168, afin de pouvoir rivaliser avec diverses autres modèles concurant tel que la Golf GTI. Suite aux faibles dimensions de la transmission et de l'embrayage, aucune mécanique de la Classe A ne pouvait gérer le couple élevé des moteurs turbocompressés. Ce modèle devait être dénommer A 21 AMG. Les ingénieurs n'ayant pas pu atteindre l'objectif qu'ils c'étaient fixer, se sont donc ravisé vers une version plus chic, haut de gamme mais quand même musclée. En mars 2002, Mercedes-Benz propose donc la A 210 Evolution, disponible à tous public. 
Le moteur M 166, qui est sur toutes les versions essence de la gamme, est modifié à son maximum en remplacant des éléments internes et lui permettant d'avoir une cylindrée augmentée à 2,1 L. Sa puissance passe donc à 140 ch à 5 500 tr/min, lui permettant de faire le 0 à 100 km/h en 8,2 secondes et atteignant les 203 km/h en vitesse de pointe. Pour une meilleure tenue de route, le châssis est modifié et l'assiette est abaissée de 3 cm. Les freins sont également revus avec des disques ventilés pour les quatres roues. Les pneus sont de taille basse (205/40 ZR 17).
Les finitions sont également plus soignées ; elle dispose de pare-chocs AMG, avec jantes en aluminium, une double sortie d'échappement chromée et certaines version dispose d'un liserai rouge décoratif sur tout le tour de la voiture. Pour l'intérieur, elle reçoit un lot d'équipements luxueux et sportifs tel qu'un habillage en cuir complet pour les sièges et les panneaux de portes, un volant en cuir bicolore, une instrumentation à fond argenté et un pédalier avec inserts en acier,,.

#### A 190 TWIN / A 38 AMG
En 1999, un an après la victoire des pilotes Mika Häkkinen et David Coulthard des McLaren au Championnat du monde de Formule 1 de 1998, Mercedes-Benz décide de fabriquer une Type 168 sportive, et présente, en collaboration avec AMG, les A 190 TWIN en quatre exemplaires « Silbergrau », couleur des Flèches d'Argent.
Elles reprennent les caractéristiques de la A 190 de base mais avec une transmission intégrale et deux moteurs M 166. Couplés ensemble, elles développent au total 250 ch avec une vitesse de pointe de 230 km/h. L'accelération de 0 à 100 km/h ce fait en 5,7 secondes. Le couple maximal est de 360 Nm à 4 000 tr/min. Les deux moteurs peuvent être désacouplé avec un simple interrupteur au tableau de bord ; chaque voitures passent donc de 250 ch en propulsion, à 125 ch en traction. Le changement de vitesse fonctionne selon le même principe. Le levier de vitesses, commandé par deux câbles, synchronise les changements de vitesse sur les deux boîtes à cinq rapports. Elles sont équipées de l'embrayage automatique, également disponible sur la Classe A classique. La carrosserie est abaissée de 10 mm et les ailes élargies accueillent des jantes de 18 pouces chaussées de pneus Bridgestone de dimension 225/35 R18. Les suspension sont indépendantes à l'avant avec bras de suspension et jambes de force McPherson, et l'arrière est avec bras oscillants, ressorts hélicoïdaux et amortisseurs. Le système de freinage avant provient de la berline E 55 AMG ; l'avant est équipé de disques ventilés et l'arrière sont avec des disques plein. Le poids à vide des quatres voitures est de 1 365 kg.
Les pilotes de l'écurie McLaren, Häkkinen et Coulthard, recevront chacun un exemplaire ; les deux autres modèles resteront en possession d'AMG, qui organise des baptêmes de piste pour les clients les plus mordus, dans le cadre de l'AMG Experience Tour.
Elles sont par la suite renommées A 38 AMG,,,.

#### A32 K
En 2002, un riche industriel et collectionneur automobile allemand contacte AMG afin de leur demander de lui fabriquer une Classe A Type 168 spécial : celle-ci doit développer 500 chevaux. Les ingénieurs le redirigent vers le préparateur HWA, filiale d'AMG. 
Pensant d'abord à installer le V8 M 113 K de la Classe S Type 220, ils s'aperçoivent que le compartiment moteur est trop petit pour accueillir ce bloc de 5 litres de cylindrée. Ils se rabattent donc sur un moteur à 6 cylindres, plus compact. Il choisissent donc le V6 M 112 ML de 3,2 litres équipant les C 32 AMG et SLK 32 AMG. Équipé d'un compresseur hélicoïdal à double vis, ce moteur génère 354 ch à 6 100 tr/min et 450 Nm de couple de 3 000 à 4 600 tr/min, soit autant que la grosse berline E 55 AMG lancée en 1997,.
Les ingénieurs travailles également sur le châssis et adapte celui de la berline C 32 AMG sur cette nouvelle voiture. Ils remplacent également la boite de vitesses par une automatique qui puisse mieux suivre le moteur, et passe en propulsion. L'habitacle évolue aussi lui aussi. Du fait que le moteur soit plus gros, le tableau de bord recule de 7 cm et la banquette arrière est supprimée afin de pouvoir installé un arceau de sécurité. Après plusieurs mois de travail, ce modèle n'a plus grand chose à voir avec le modèle d'origine. Selon les estimations, le client aurait payer une facture qui dépasserait les 150 000 €.
Atteignant les 250 km/h et le 0 à 100 en 5,2 secondes, cette unique A32 K (« K » pour Kompressor) est la Classe A Type 168 la plus performante à avoir été fabriqué,. Son rapport poids/puissance est de 4,5 kg/ch.

#### Version électique -Zebra
En 1997, le gouvernement de la Californie (États-Unis) propose aux constructeurs automobiles, la commercialisation de voitures électriques, via un protocole d'accord (Mémorandum d'entente). Les constructeurs automobiles concernés étaient tenus de proposer des véhicules électriques à batterie sur le marché californien à partir de 1998 s'ils souhaitaient continuer à y vendre des voitures. L'accord prévoyait la vente de 2 % de véhicules à zéro émission pour les années 1998-2000, de 5 % pour 2001 et 2002, et de 10 % à partir de 2003.
Mercedes-Benz a donc conçu plusieurs prototypes de Classe A Type 168 électrique « zéro émission » avec l'entreprise spécialisée AEG, destinée au marché californien. La Classe A fut choisie grace à son « plancher en sandwich » permettant de positionner le bloc batterie en dehors des zones de collision, tout en maintenant le centre de gravité relativement bas. La batterie et tout le système embarqué pris comme dénommination Zebra.
Le système d'entraînement est un puissant moteur à courant triphasé asynchrone de 30 à 50 kW à 9 700 tr/min avec un couple maximal de 180 Nm. Le véhicule de 1 380 kg accélére de 0 à 100 km/h en 16,5 secondes et à 50 km/h en un peu moins de 4 secondes. Elle permet une autonomie de 200 km. La batterie est d'un seul et unique bloc disposant de 448 cellules et ayant un poids de 370 kg. Le rapport poids/puissance est de 155 W/kg.
Après plusieurs tentions et dissuasions de groupes pétroliés au gouvernement californien, le protocole d'accord est supprimé par les tribunaux et le projet de la Classe A Zebra reste au stade de prototype. Le groupe allemand DaimlerChrysler, société mère de Mercedes-Benz, privilégie par la suite la solution de la pile à combustible « NECAR », déjà testée dans d'autres véhicules de la marque,.

#### Version hybride -HyPer

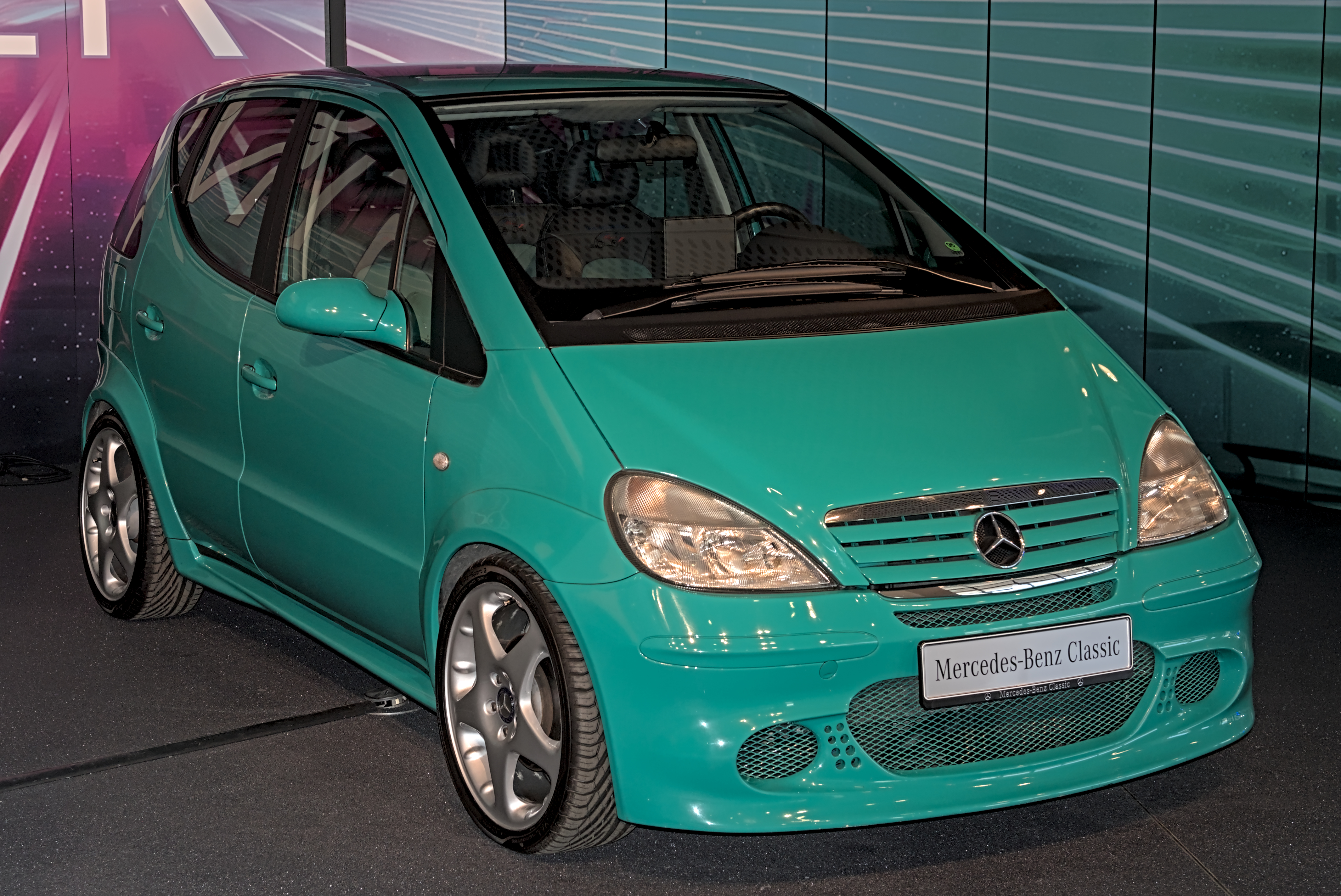
Le concept car HyPer au musée Mercedes-Benz.

En 1999, Mercedes-Benz voulant s'orienter vers de nouvelles motorisations, fabrique un concept car hybride : la HyPer. Les ingénieurs choissisent la A 170 CDI à motorisation gazole de 90 ch pour réalisé leurs modifications. Il incorporent un moteur électrique de 26 kW à l'arrière du véhicule, sous le planché du coffre, relié au roues arrière et qui connecte le moteur diesel. Pour la mécanique, seule la nouvelle partie électrique est modifier dans le véhicule. La HyPer devient donc une transmition intégrale lorsque les deux moteurs sont enclanchés et passe à 115 ch. Elle atteint les 100 km/h en 8 secondes et permet une réduction de carburant relativement correct, 4,9 L/100 km, contre 6,8 pour la version classique.
Au niveau esthétique, elle reprend les pare-chocs et les jantes des A 190 TWIN, construites la même année. Elle est cependant peinte avec une couleur spécifique vert-de-gris, non proposé au catalogue pour les modèles en vente.
La technologie du concept Classe A HyPer n'a jamais été produite en série, mais est cependant une avance pour les futurs modèles chez Mercedes-Benz, tel que les Classes A Type 177, CLA Type 118 ou encore B Type 247, toutes sorties courant 2020. La Classe A HyPer est actuellement au musée de la marque à Stuttgart.

#### Versions à pile à combustible -NecaretF-Cell
Mercedes-Benz, voulant ce positionner sur de nouveaux types de motorisations écologiques, essai la pile à combustible à membrane d'échange de protons (PEMFC) sur la Classe A Type 168. De 1997 à 2005, les ingénieurs continuent le projet Necar, lancé en 1991 sur un MB 180 BZ qui sera le premier véhicule à hydrogène. Durant ces neuf années, la marque allemande développe de mieux en mieux cette technologie et conçoit un total de sept prototypes : Necar 3 ; Necar 4 ; Necar 4 Study ; Necar 4 Advanced ; Necar 5 ; Necar 5.2 ; F-Cell. Cette dernière version est le modèle aboutit du projet et est produit à 60 exemplaires. Elles sont déployer sur les route d'Europe, du Japon, des États-Unis et de Singapour pour des essais. Ce modèle dispose d'un moteur électrique ayant un rendement de 65 kW (équivalant à 88 ch), ce qui lui permet d'être propulser de 0 à 100 km/h en 16 secondes environ et d'atteindre une vitesse de pointe de 140 km/h.
Cette technologie continuera par la suite sur la Classe A Type 169 avec la E-Cell et la Classe B Type 245 avec la F-Cell.

### Finitions
La Classe A Type 168 dispose, lors de sa commercialisation, de troix niveaux de finitions. Ils sont indiqués sur les ailes avant, ou sur les custodes au dessus.
- Classic (look de base) : version basique avec l'équipement standard. Quelques différences sont visibles entre les Phase I et II tel les feux arrière tricolores pour la Phase I (rouge, orange et blanc), puis sont généralisé sur la Phase II. Sur la deuxième version, sont également ajouter des clignotants sur rétroviseurs plus des baguettes plastiques sur carrosserie. L'intérieur est axé sur la fonctionnalité.

- Élégance (look luxueux) : cette finition est principalement basé sur le style haut de gamme, avec quelques fonctionnalités, tel que pour la Phase I, des jantes en alliage, une calandre et rétroviseurs à la couleur de la carrosserie, des feux arrière bicolores (rouge et blanc), un accoudoir central avant, des bacs de rangement sous les sièges avant, des poignées de portes couleur carrosserie et les vitres arrière électriques. Pour la Phase II, les baguettes latérales extrieur sont de couleur carrosserie et l'intérieur dispose d'un volant en cuir plus des inserts en bois sur la console centrale.

- Avantgarde (look sportif) : elle reprend dles éléments de la finition Élégance, avec une touche de sportivité avec des éléments tel que, pour la Phase I, des jantes en alliage avec pneus larges, une calandre couleur argent et des poignées de portes couleur carrosserie avec garniture chromée. Pour la Phase 2, seul l'ajout du plastique intérieur change avec un effet carbone.

### Les séries limitées

#### Hakkinen / Coulthard
Ces deux séries spéciales ont été conçues en 1998 à 250 exemplaires (125 chacunes). Elles célèbrent la victoire des pilotes Mika Häkkinen (F1 No 8) et David Coulthard (F1 No 7) des McLaren au Championnat du monde de Formule 1 de 1998.

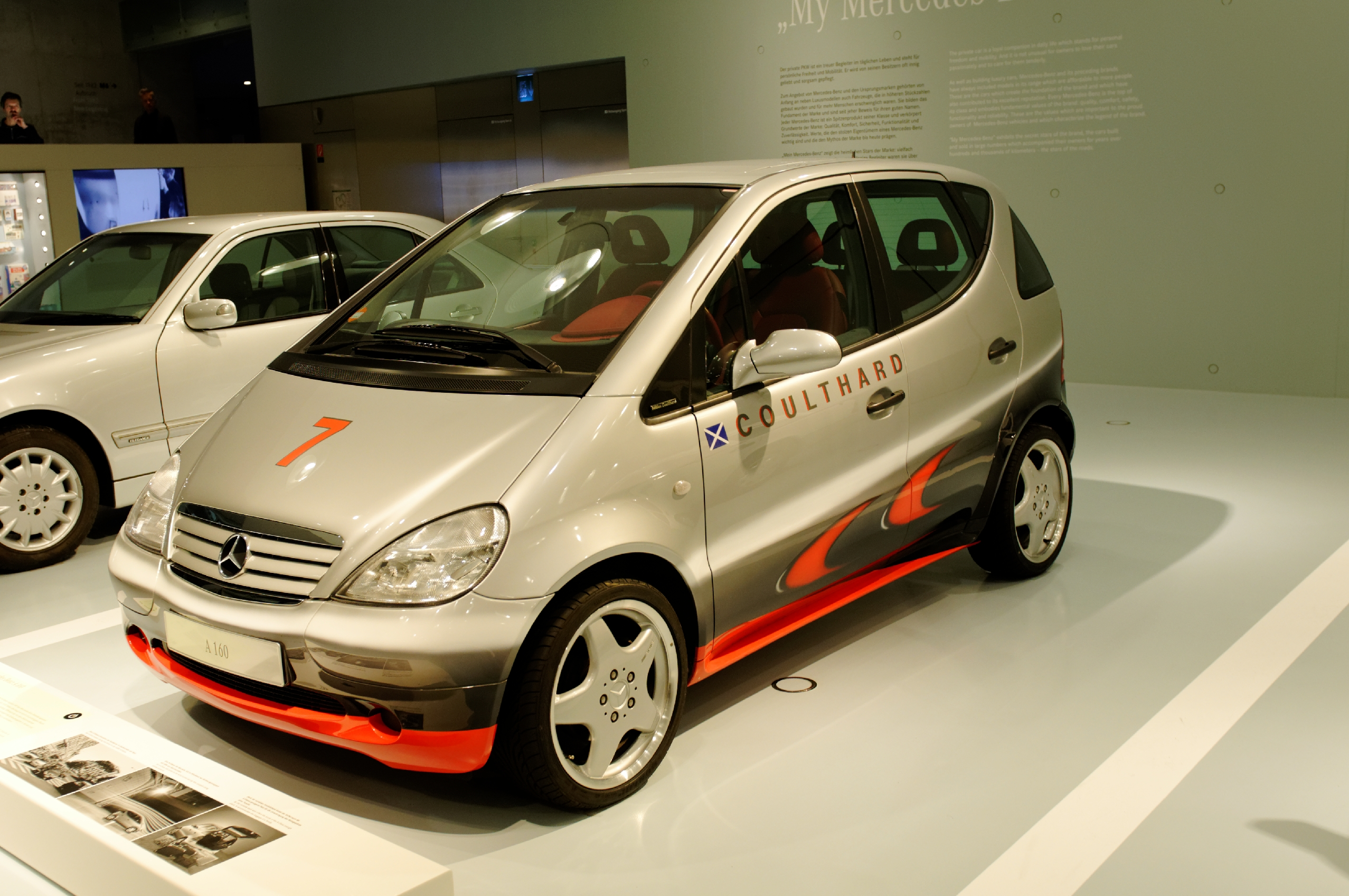
Série spéciale Hakkinen & Coulthard.

Elles sont conçues sur la base d'une A 160 et plusieurs équipements ont été ajoutés tel que, pour l'extérieur une couleur unique Gris Lune métallisé avec décoration rouge et noire plus logo McLaren sur les portières et adhésif sur le capot : No 7 pour les Coulthard et No 8 pour les Hakkinen. Elles disposent également de jantes AMG de 17 pouce en alliage avec pneus 205/40 R17, des ailes arrière élargies de 10 mm et une sortie d'échappement chromée AMG.
Pour l'intérieur, elles disposent d'un habitacle en cuir rouge type Designo avec des seuils de portes signés Hakkinen & Coulthard. Des nombreux équipements sont installés tel que la climatisation, les vitres électriques, un toit ouvrant, des sièges avant chauffants, une système audio Bose plus un lecteur CD.
Au niveau mécanique, ces deux éditions limitées sont équipées d'un embrayage piloté et d'un châssis sport.

#### Trend & Fashion
Produite et commercialisée courant septembre 2000 et seulement à 200 exemplaires, cette version à haute finitions est disponible uniquement sur la A 160 essence.
Pour l'extérieur, deux peintures métallisées spécifiques sont proposées : Bleu Atoll ou Gris Polaire. Plusieurs équipements sont ajoutés tel que des jantes en alliage type Turin à cinq branches et un toit ouvrant à cinq lamelles. Un logo spécifique sur les ailes avant à aussi été ajouté afin de la distinguer.
Au niveau de l'intérieurs, deux types de selleries en cuir sont disponibles : Ardoise et Quartz. Elle dispose également de série la climatisation, une radio CD RDS Alpine avec six haut-parleurs, des airbags frontaux et l'ABS/ESP/BAS.

#### Ambiance / Contact
Ces deux versions, similairement identique, sont produites en 2000 (Ambiance) puis en 2002 (Contact). Elles sont proposées avec deux motorisations : la A 140 avec la finition Classic ou la A 170 CDI avec les finitions Classic ou Élégance, au choix du client. Afin de la distingué, celles-ci dispose du logo Ambiance ou Contact sur hayon arrière. Une seule peinture est proposée : le Noir Galaxy.
Pour les équipements supplémentaires, elle sont munies de la climatisation, d'autoradio CD RDS avec six haut-parleurs, de condamnation centralisée avec télécommande et en option les sièges arrière individuels (1/3) ou banquette (2/3),.

#### Édition
Cette version luxueuse, basé sur la finition Élégance, est disponible uniquement pour le marché français en septembre 2001. Elle est proposée sur les motorisations A 160 et A 190, avec boîte de vitesse manuelle ou automatique, selon le choix de l'acheteur.
En équipements supplémentaires, cette série limitée dispose des jantes en alliage léger, un toit ouvrant électrique à lamelles, la climatisation, un système de navigation GPS et des sièges en cuir.

#### Fascination
Cette série limitée est proposée au marché français en février 2002 et est limitée à 800 exemplaires sur la version Family de la A 170 CDI uniquement. Les acheteurs ont cependant les choix entre la boîte de vitesses manuelle ou automatique, ainsi que le choix de la finition, soit Classic, Elegance ou Avantgarde. Pour l'aspect extérieur, deux peintures sont proposée : Gris Cumulus ou Noir Galaxy et des jantes type Incenio en alliage de 15 pouces à six branches sont directement intégré à cette version. Pour l'intérieur, la climatisation, les airbags latéraux et la autoradio CD sont de série.
Après avoir lancée ce modèle pour le marché français, le Luxembourg y aura aussi le droit durant le reste de l'année 2002 avec cependant quelques autres particularités en plus. En équipements supplémentaires, cette Fascination dispose en plus de la condamnation centralisée avec télécommande. Plusieurs motorisations sont également disponibles : en diesel les A 160 CDI et A 170 CDI et pour les essences les A 140 et A 160. À noter également que la carrosserie de base est aussi proposer, en plus de la Family.

#### Classic Style
Proposée en 2002 pour le marché allemand, et comme son nom l'indique, avec la finition Classic uniquement, elle dispose de quelques équipements supplémentaires par rapport à la version de base. Climatisation, système audio avancé et pré-équipement pour téléphone portable GSM sont de série. Deux couleurs métallisées sont disponibles : Noir Galaxy ou Gris Cumulus avec des jantes en alliage de 15 pouces à six branches. Le logo Classic Style est visible sur les tapis de sol et les ailes avant. Au niveau motorisation, quatre sont proposée : A 140, A 160, A 160 CDI et A 170 CDI, avec les deux types de carrosseries.

#### Optimum
Cette version, proposé pour le marché français en octobre 2003 uniquement, permet aux acheteurs d'accéder à un véhicule relativement bien équipé, au même prix qu'une Classe A de série. Elle est disponible avec toutes les motorisations à l'exception de la A 210 Evo. Elle peut disposer de l'une de trois finitions proposé par le constructeur avec une multitude d'options et la peinture est aux choix, parmit toutes celles proposées au catalogue. Elle comprend en équipements supplémentaires la climatisation et l'autoradio Alpine RDS avec lecteur CD.

#### Piccadilly
La Piccadilly est la dernière série limitée à être proposée pour la Classe A Type 168. Réservée aux marchés allemand, néerlandais et belge en septembre 2003 uniquement, cette version est disponible sur toutes les 168 à l'exception de la A 210 EVO (toutes motorisations et finitions, suivant les marchés). Elle reprend le principe de la série limité Optimum, soit un véhicule relativement bien équipé, pour un prix défiant toutes concurrances.
Deux couleurs sont disponibles : Bleu Alpin ou Noir Tropique, plus des jantes en alliage de 16 pouces à cinq branches avec pneus 195/50 R16. Pour l'intérieur, la climatisation, la radio stéréo avec lecteur CD, la condamnation centralisée avec télécommande, le régulateur de vitesse Tempomat et un volant gainé cuir sont installés de série. Le logo Piccadilly est mis sur les tapis de sol, le pommeau du levier de vitesses et sur la carrosserie.

## Caractéristiques

### Dimensions
Lors de la première présentation de la Classe A Type 168 en octobre 1996, elle est la voiture la plus courte chez Mercedes-Benz, détronnant alors la Classe SLK Type 170 présentée début 1996. Celle-ci faisait une longueur de 4,01 m alors que nouvelle citadine fait 3,57 m, soit une différence de 43,5 cm.
En avril 2001, la Phase II est lancée et permet un restylage poussé. En effet, les pare-chocs sont modifiés et elle gagne 3 cm de long (3,60 m). Avec ses 3,77 m, la version Family est plus longue de 17 cm,.
| Image du logo Mercedes-Benz.                                         | W168 (berline standard) | W168 (berline standard) | V168 (berline longue) | Vaneo (pour comparaison) |
| Image du logo Mercedes-Benz.                                         | Phase 1                 | Phase 2                 | Phase 2               | -                        |
| -------------------------------------------------------------------- | ----------------------- | ----------------------- | --------------------- | ------------------------ |
| Longueur                                                             | 3 575 mm                | 3 606 mm                | 3 776 mm              | 4 192 mm                 |
| Largeur                                                              | 1 719 mm                | 1 719 mm                | 1 719 mm              | 1 742 mm                 |
| Hauteur                                                              | 1 575 mm                | 1 575 à 1 587 mm        | 1 589 à 1 601 mm      | 1 830 mm                 |
| Empattement                                                          | 2 423 mm                | 2 423 mm                | 2 593 mm              | 2 900 mm                 |
| Voies avant / arrière                                                | N.C.                    | N.C.                    | N.C.                  | 1 524 / 1 477 mm         |
| Garde au sol (à vide / en charge)                                    | N.C.                    | N.C.                    | N.C.                  | 553 / 485 mm             |
| Rayon de braquage                                                    | 10,75 m                 | 10,40 m                 | 11,00 m               | 11,80 m                  |
| Masse à vide (PV) (selon moteurs et équipements)                     | 1 095 à 1 145 kg        | 1 105 à 1 165 kg        | 1 135 à 1 190 kg      | 1 365 à 1 425 kg         |
| Charge utile (selon moteurs et équipements)                          | 385 kg                  | 385 kg                  | 445 kg                | 545 à 555 kg             |
| Chargement sur pavillon de toit                                      | 0 kg                    | 0 kg                    | 0 kg                  | 50 kg                    |
| Poids total autorisé en charge (PTAC) (selon moteurs et équipements) | 1 480 à 1 530 kg        | 1 490 à 1 550 kg        | 1 580 à 1 635 kg      | 1 910 à 2 030 kg         |
| Chargement de remorque (freiné / non freiné)                         | 1 000 / 400 kg          | 1 000 / 400 kg          | 1 000 / 400 kg        | 1 000 / 500 kg           |
| Poids total roulant autorisé (PTRA) (selon moteurs et équipements)   | 1 880 à 2 530 kg        | 1 890 à 2 550 kg        | 1 980 à 2 635 kg      | 2 410 à 2 680 kg         |
| Coffre (avec banquette arrière rabattue)                             | 390 l (1 740 l)         | 390 l (1 740 l)         | 390 l (1 930 l)       | 150 l (2 400 l)          |
| Capacité du réservoir                                                | 54 l                    | 54 l                    | 54 l                  | 54 l                     |

Note : ce tableau comprend les dimensions hors-tout, cependant, les rétroviseurs, antennes ou autres éléments hors carrosserie ne sont pas compris dedans.

### Chaîne cinématique

#### Motorisations

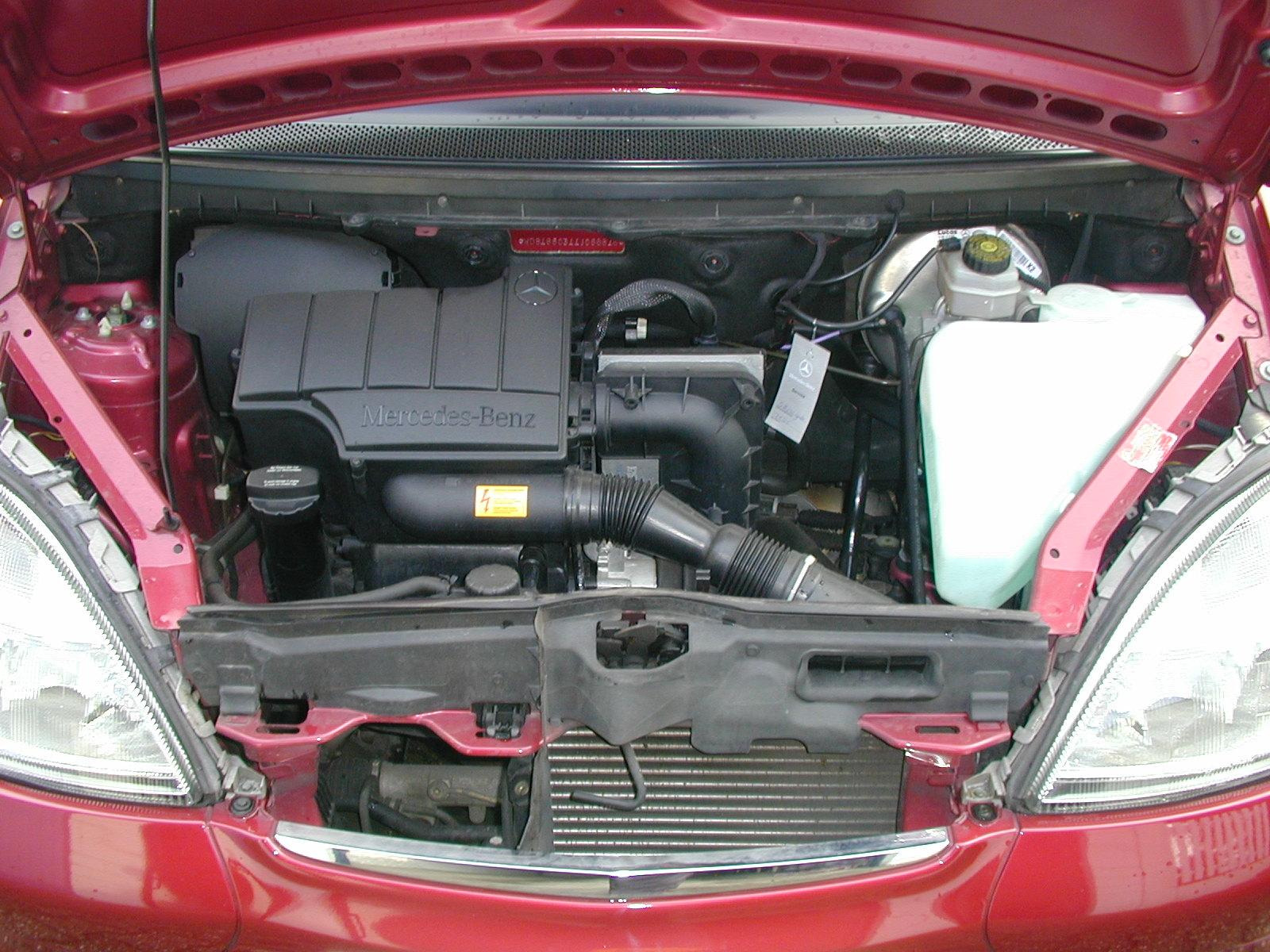
Moteur essence M 166.

La Classe A Type 168 a été proposée, lors de son lancement, en deux motorisations essence de quatre cylindres (1,4 et 1,6 L). Par la suite, deux motorisations gazole 1,7 L voient le jour, puis enfin deux autres essence (1,9 et 2,1 L). Les moteurs sont installés sous le capot au "chausse-pied", et ont un angle de 59° pour les essence et 56° pour les diesel afin de permettre l'implantation transversale. D'autres motorisations ont également été mis en place dans la Type 168, mais non commercialisées, tel que la A 190 TWIN qui a été équipé de deux moteurs essence, ou encore la A32 K qui a été muni d'un moteur V6.
Les motorisations à essence offertes sur la Classe A reposent sur le moteur M 166 à quatre cylindres en ligne, à huit soupapes par cylindre et à injection indirecte multipoint. Quatre versions différentes sont proposées. Ils sont tous à la norme européenne d'émissions Euro 4. La transmission se fait uniquement sur l'essieu avant (exception des modèles non commercialisée : la A 190 TWIN qui a une transmission intégrale et A32 K qui est en propulsion).
Pour ses motorisations diesel, la Classe A est muni du OM 668 à quatre cylindres en ligne et seize soupapes. Équipé d'une injection directe à rampe commune à régulation électronique et d'un turbocompresseur, il n'est disponible qu'avec une cylindrée de 1,7 litre, mais est proposé en plusieurs puissances. Mécaniquement, les moteurs sont tous identiques, mais le premier (OM 668 DE 17 A), installé sur la A 160 CDI ne dispose pas d'intercooler. Pour la maintenance du modèle, seul l'arbre à cames et le turbocompresseur ont été révisés, ce qui explique pourquoi les performances ont légèrement augmenté. Il est à la norme européenne d'émissions Euro 3.

#### Boîtes de vitesses
La Classe A Type 168 est équipé de série d'une boîte de vitesses manuelle à cinq rapports pour toutes les versions avec, en option, une transmition Sport, provenant de la motorisation de la A 190. Une boîte automatique nommée « TouchShift », également à cinq rapports, est disponible en option pour tout les modèles hormis la A 160 CDI phase I,. Elle est identique à celle du Vaneo, hormis le premier rapport.
Les rapports de démultiplication des boîtes de vitesses de la Classe A varient selon les motorisations et le choix d'une boîte automatique ou manuelle.
| Image du logo Mercedes-Benz. | Boîtes manuelles         | Boîtes manuelles         | Boîtes manuelles   | Boîtes manuelles   | Boîtes automatiques                    | Boîtes automatiques                      |
| Image du logo Mercedes-Benz. | A 140 et A 160 (essence) | A 190 et A 210 (essence) | A 160 CDI (diesel) | A 170 CDI (diesel) | A 140, A 160, A 190 et A 210 (essence) | A 160 CDI phase II et A 170 CDI (diesel) |
| ---------------------------- | ------------------------ | ------------------------ | ------------------ | ------------------ | -------------------------------------- | ---------------------------------------- |
| Transmission finale          | 4,06                     | 3,72                     | 3,05               | 3,61               | 3,76                                   | 3,05                                     |
| 1er rapport                  | 3,27                     | 3,27                     | 3,27               | 3,27               | 3,63                                   | 3,63                                     |
| 2e rapport                   | 1,92                     | 1,92                     | 1,92               | 1,92               | 2,09                                   | 2,09                                     |
| 3e rapport                   | 1,26                     | 1,34                     | 1,26               | 1,26               | 1,31                                   | 1,31                                     |
| 4e rapport                   | 0,88                     | 1,03                     | 0,88               | 0,88               | 0,90                                   | 0,90                                     |
| 5e rapport                   | 0,70                     | 0,83                     | 0,70               | 0,70               | 0,72                                   | 0,72                                     |
| Marche arrière               | 3,29                     | 3,29                     | 3,29               | 3,29               | 3,67                                   | 3,67                                     |

### Mécanique
En termes de freinage, la Classe A Type 168 dispose d'un système hydraulique à double circuit avec servofrein. Les voitures sont toutes munies de freins à disques aux roues avants, avec des disques pleins ou ventilés selon le modèle, de 260 mm x 22 mm. Exception de la A 210 qui dispose de disque ventilés et perforés 276 mm x 22 mm. Pour l'arrière, les modèles au chassis standard (W168) disposent tous de freins à tambours ; exception des A 190 et A 210 plus les versions Family (V168) qui disposent de disques pleins de 258 mm x 8 mm,.
La direction est à crémaillère et pignon, avec assistance électrique (moteur à courant continu et contrôle électronique de la vitesse),.
Le train avant dispose d'une suspension de type MacPherson avec des triangles inférieurs, des amortisseurs bitubes, des ressorts hélicoïdaux et une stabilisation par barre de torsion. À l'arrière, la suspension est à bras oscillant, avec des amortisseurs monotubes, ressorts hélicoïdaux et barre de torsion stabilisatrice,.
Les pneumatiques d'origine constructeur pour toutes les motorisations sont 195/50 R15, exeption de la A 210 qui dispose de pneus de taille 205/40 ZR17 et de la A 160 CDI Phase II qui a des 155/70 R15,.

### Chassis et carrosserie
En huit ans de commercialisation, la Classe A Type 168 dispose de plusieurs peintures standards ou métallisées :
- Peintures standards
  - Vert Oasis : DB 260 (octobre 1997 à mars 2001) ;
  - Violet Flore : DB 381 (octobre 1997 à mars 2001) ;
  - Rouge Braise :  DB 594 (octobre 1997 à mars 2003) ;
  - Blanc Neige : DB 153 (octobre 1997 à avril 2004) ;
  - Noir Nuit : DB 696 (mars 1999 à avril 2004).

- Peintures métallisées
  - Vert Jungle : DB 282 (octobre 1997 à mars 2001) ;
  - Rouge Volcan : DB 483 (octobre 1997 à mars 2001) ;
  - Gris Lune : DB 706 (octobre 1997 à mars 2001) ;
  - Bleu Abysse : DB 933 (octobre 1997 à mars 2001) ;
  - Gris Météore : DB 195 (octobre 1997 à mars 2003) ;
  - Bleu Cascade : DB 949 (octobre 1997 à avril 2004) ;
  - Violet Nova : DB 370 (mai 1999 à mars 2001);
  - Bleu Atoll : DB 375 (04/2000 à 04/2004), avec série limitée Trend & Fashion ;
  - Gris Polaire : DB 761 (04/2000 à 04/2004), avec série limitée Trend & Fashion ;
  - Bleu Pacifique : DB 342 (03/2001- 03/2003) ;
  - Bleu Océan : DB 377 (03/2001 - 03/2003) ;
  - Vert Mangrove : DB 801 (03/2001 - 04/2004) ;
  - Gris Cumulus : DB 757 (03/2002 à 04/2004), avec séries limitées Fascination et Classic Style ;
  - Noir Galaxy : DB 971 (03/2002 à 04/2004), avec séries limitées Ambiance / Contact, Fascination et Classic Style ;
  - Noir Tropique : DB 160 (03/2003 - 04/2004), avec série limitée Piccadilly ;
  - Gris Comet : DB 748 (03/2003 à 04/2004) avec packs Économie, Confort ou Exclusif ;
  - Bleu Alpin : DB 939 (03/2003 à 04/2004), avec série limitée Picadilly.

### Intérieur, options et accessoires

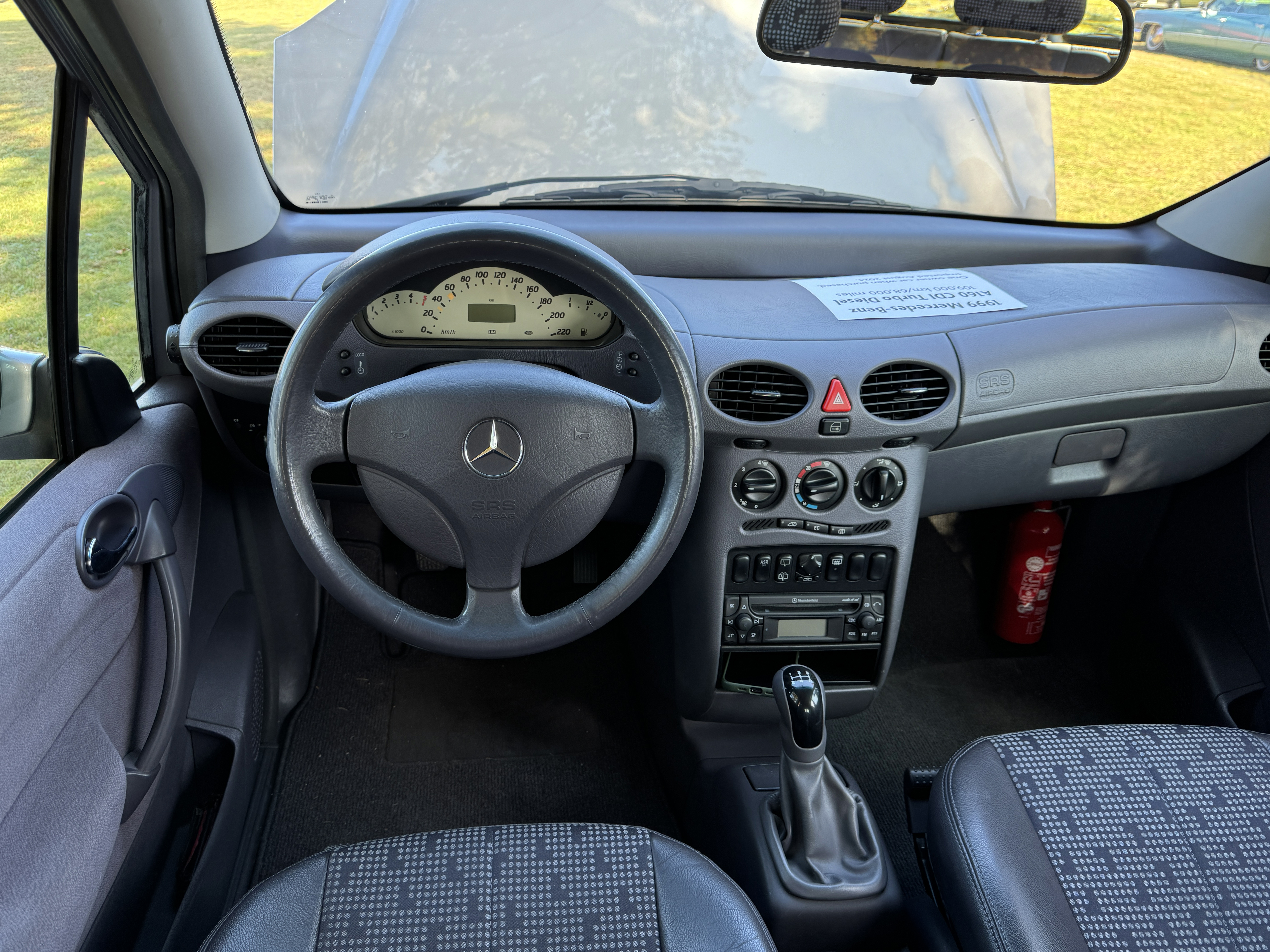
Vue du tableau de bord de la Type 168.

## Sécurité
Plusieurs crash test du véhicule sont effectués en 1999 par Euro NCAP, qui accorde à la Classe A Type 168 quatre étoiles sur cinq pour la sécurité des passagers.

## Dans la culture populaire
La 168 est visible dans de nombreux films et séries, notamment utilisée fortement dans Alerte Cobra, Le Clown, Action Justice et autres films allemands.
Ce modèle est également jouable dans quelques jeux vidéo tels que principalement World Racing et certains jeux de la série Gran Turismo.